# Euspilotus
Euspilotus är ett släkte av skalbaggar. Euspilotus ingår i familjen stumpbaggar.

## Dottertaxa tillEuspilotus, i alfabetisk ordning[1]
- Euspilotus aequipunctatus
- Euspilotus alcyonis
- Euspilotus amazonius
- Euspilotus arcipygus
- Euspilotus argentinus
- Euspilotus arrogans
- Euspilotus assimilis
- Euspilotus aterrimus
- Euspilotus auctus
- Euspilotus azurescens
- Euspilotus azureus
- Euspilotus batesoni
- Euspilotus bisignatus
- Euspilotus blandus
- Euspilotus bohemanni
- Euspilotus brevicollis
- Euspilotus burgeoisi
- Euspilotus caesopygus
- Euspilotus campechianus
- Euspilotus canalisticus
- Euspilotus carinipennis
- Euspilotus colombicus
- Euspilotus conformis
- Euspilotus connectens
- Euspilotus convexiusculus
- Euspilotus crenatipes
- Euspilotus cribrum
- Euspilotus cubaecola
- Euspilotus decoratus
- Euspilotus detractus
- Euspilotus devius
- Euspilotus disnexus
- Euspilotus emys
- Euspilotus eremita
- Euspilotus erythropleurus
- Euspilotus flaviclava
- Euspilotus innubus
- Euspilotus insertus
- Euspilotus insularis
- Euspilotus inversus
- Euspilotus jenseni
- Euspilotus lacordairei
- Euspilotus laesus
- Euspilotus laridus
- Euspilotus latimanus
- Euspilotus lentus
- Euspilotus lepidus
- Euspilotus limatus
- Euspilotus loebli
- Euspilotus malkini
- Euspilotus micropunctatus
- Euspilotus milium
- Euspilotus minutus
- Euspilotus modestus
- Euspilotus mormonellus
- Euspilotus myrmecophilus
- Euspilotus obductus
- Euspilotus ornatus
- Euspilotus parenthesis
- Euspilotus patagonicus
- Euspilotus pavidus
- Euspilotus perrisi
- Euspilotus pipitzi
- Euspilotus placidus
- Euspilotus prosternalis
- Euspilotus pusio
- Euspilotus pygidialis
- Euspilotus richteri
- Euspilotus rossi
- Euspilotus rubriculus
- Euspilotus russatus
- Euspilotus scissus
- Euspilotus scrupularis
- Euspilotus simulatus
- Euspilotus socius
- Euspilotus spinolae
- Euspilotus sterquilinus
- Euspilotus strobeli
- Euspilotus subvicinus
- Euspilotus sydovi
- Euspilotus turikensis
- Euspilotus wacoensis
- Euspilotus wenzeli
- Euspilotus zonalis